# Mixbit
Mixbit war ein Videoportal aus San Mateo (Kalifornien), USA. 

## Geschichte
Das Unternehmen wurde 2013 von den YouTube-Gründern Chad Hurley und Steve Chen gegründet. Es zeichnete sich dadurch aus, dass nicht nur der Urheber die Videos bearbeiten konnte, sondern auch die ganze Community.
Bei der Erstellung eines Videos konnte der Nutzer eigene Videoclips, Fotos und Musik verwenden. Jedes Video bestand aus mehreren Clips (jeder Clip dauert 16 Sekunden) bis zu einer Gesamtlänge von 256 Clips (entsprechend 4096 Sekunden oder 68 Minuten und 16 Sekunden). Die erstellten Videos konnten nicht nur mit der Mixbit-Community geteilt werden, sondern auch unmittelbar auf Facebook, Twitter oder YouTube veröffentlicht werden. Die Mixbit-App war sowohl für iOS als auch Android verfügbar.
Im August 2018 wurde der Betrieb der Website eingestellt.